# Sornéville
Sornéville är en kommun i departementet Meurthe-et-Moselle i regionen Grand Est (tidigare regionen Lorraine) i nordöstra Frankrike. Kommunen ligger i kantonen Seichamps som tillhör arrondissementet Nancy. År 2022 hade Sornéville 327 invånare.

## Befolkningsutveckling
Antalet invånare i kommunen Sornéville
| Referens: INSEE |